# Nothovernonia
Nothovernonia ist eine im Jahr 2011 von der Gattung Scheinastern (Vernonia) abgespaltene Pflanzengattung innerhalb der Familie der Korbblütler (Asteraceae). Die nur zwei Arten sind im tropischen Afrika verbreitet.

## Beschreibung

### Vegetative Merkmale
Die Nothovernonia-Arten wachsen als ausdauernde krautige Pflanzen, die Wuchshöhen von bis zu 70 Zentimetern erreichen. Die deutlich gerippten Stängel sind von der Basis an aufrecht und mit einfachen Trichomen fein behaart.
Die wechselständig angeordneten Laubblätter sind in Blattstiel und Blattspreite gegliedert. Die Blattstiele sind 0,2 bis 2,0 Millimeter lang. Die länglichen bis lanzettlich Blattspreiten sind an der Oberseite spärlich fein behaart und die Hauptnerven an der Unterseite sind dicht fein behaart. Die gesamten Flächen der Blattspreiten sind drüsig punktiert. Es liegt Fiedernervatur mit etwa sechs Paaren Seitennerven.

### Blütenstände und Blüten
Die endständigen oder aus den Achseln der oberen, zurückgebildeten Blättern entspringenden, deutlich zymischen Gesamtblütenstände können mehrere körbchenförmige Teilblütenstände enthalten. Die Blütenstandsschäfte können kurz oder lang sein. Die blattartigen Tragblätter an der Basis der breit-glockenförmige Blütenkörbchen können klein oder groß sein. Im Involucrum sind in etwa fünf stark abgestuften Reihen die Hüllblätter angedrückt angeordnet. Die Hüllblätter besitzen einen dunklen Mittelstreifen und sind eiförmig bis annähernd länglich mit zugespitzten oberen Ende, das eine dunkle, seltener auch blasse Granne aufweist. Die blassen Ränder der Hüllblätter sind trockenhäutig und die äußere Oberfläche ist ausgehend vom Mittelstreifen mit zahlreichen spinnenwebartigen Haaren bedeckt. Auf dem flachen Körbchenboden sind keine Spreublätter oder Trichome vorhanden.
Die Blütenkörbe enthalten etwa 30 bis 65 Zungenblüten. Die fünf purpurfarbenen Kronblätter sind verwachsen mit drüsigen Schlund. Der obere Bereich des Schlundes und die Kronlappen überragen den Pappus während der Anthese. Die Kronlappen sind außen im oberen Bereich mit aufrechten, kräftigen Haaren besetzt. Die Griffel haben an ihrer Basis einen verholzten ringartigen Knoten und sind am unteren Bereich mit kräftigen Haaren bedeckt, welche auch etwa 1 Millimeter des Griffelschaftes bedecken.

### Früchte und Samen
Die prismatischen Achänen besitzen acht bis zehn Rippen und ihre Oberfläche ist mit zahlreichen Idioblasten mit kleinen, schmalen Raphiden bedeckt. Der innere Teil des weißen oder rötlich braunen Pappus besteht aus vielen, eng zusammenstehenden Borsten und erreicht weniger als zwei Drittel der Kronblattlänge. Den äußeren Teil des Pappus bilden kürzere, lanzettförmigen Schuppen, welche ebenfalls eng zusammenstehen.

### Chromosomensätze
Die Chromosomengrundzahl beträgt zumindest bei Nothovernonia purpurea x = 9.

## Vorkommen
Das natürliche Verbreitungsgebiet der Nothovernonia-Arten liegt im tropischen Afrika. Es erstreckt sich dort vom südlichen Senegal im Westen über Ruanda, den Sudan und Uganda bis nach Äthiopien, Kenia und Tansania im Osten. Südwärts reicht das Verbreitungsgebiet bis nach Angola und Malawi.

## Systematik
Die Gattung Nothovernonia wurde im Jahr 2011 von Harold Ernest Robinson und Victoria Ann Funk in PhytoKeys Nr. 3, S. 26, (28) von der Gattung der Vernonia abgespalten. Diese Abtrennung wird mit dem geographisch getrennten Verbreitungsgebiet, der unterschiedlichen Form der Blütenstände, dem Aussehen der Tragblätter sowie der Pollenmorpholgie begründet. Der Gattungsname Nothovernonia bedeutet "falsche Vernonia".
Die Gattung Nothovernonia gehört zur Subtribus Centrapalinae in der Tribus Vernonieae in der Unterfamilie Cichorioideae innerhalb der Familie der Korbblütler (Asteraceae oder Compositae).
Der neu aufgestellten Gattung Nothovernonia werden laut der Erstbeschreibung zwei Arten zugerechnet:
- Nothovernonia amblyolepis (Baker) H.Rob. & V.A.Funk. Ein Synonym ist unter anderem Vernonia amblyolepis Baker.
- Nothovernonia purpurea (Sch.Bip. ex Walp.) H.Rob. & V.A.Funk ist die Typusart. Synonyme sind unter anderem Linzia purpurea (Sch.Bip. ex Walp.) Isawumi und Vernonia purpurea Sch.Bip. ex Walp.